# Manon Blaas
Manon Blaas (1968) is een Nederlandse onderzoeksjournaliste en hoofdredacteur van het BNNVARA–tv-programma Zembla.
Blaas studeerde aan de School voor Journalistiek in Tilburg. Ze begon bij Veronica Sport en maakte al jong haar eerste documentaire voor de EO. Nadat ze een jaar lang het wetenschapsprogramma Kukulkan had gepresenteerd werd ze redacteur bij 2 Vandaag van de Tros (het huidige 1Vandaag). Vanaf 1999 werkte ze als researcher bij het VARA-televisieprogramma Zembla. In die functie maakte zij samen met collega Ton van der Ham meerdere uitzendingen die opzien baarden.
Voor De Q-koorts-epidemie (2009) werd ze onderscheiden met De Tegel (Onderzoeksjournalistiek), voor de film Vieze Ziekenhuizen ontving Blaas in 2009 zowel de Beeld en Geluid Award (Informatie) als De Loep (Onderzoeksjournalistiek). In 2012 maakte ze twee uitzendingen over De Verzuimpolitie, waar ze met Zembla-verslaggever Ton van der Ham een boek over schreef.
In 2013 volgde ze Kees Driehuis op als eindredacteur van Zembla.

## Boek
Twee uitzendingen met de titel 'De Verzuimpolitie' maakte ze samen met Ton van der Ham. De uitzendingen gingen over de rol van verzekeraars en werkgevers, en de bescherming van privacy. Het programma toonde de toegenomen druk op de privacy van werknemers, en de illegale methodes die werkgevers samen met een commercieel verzuimbedrijf gebruikten om lastig en ziek personeel te lozen. De film toonde aan dat personeel onder druk werd gezet om hun mond te houden. De uitzendingen verschenen in 2013 in boekvorm.

## Erkenning
Met de undercoveruitzending Vieze ziekenhuizen, gemaakt samen met Ton van der Ham, won ze in 2009 zowel De Loep als de Beeld en Geluid Award in de categorie 'Informatie’. De jury roemde het programma vanwege ‘een voorbeeld van originele, laagdrempelige onderzoeksjournalistiek met bovendien een grote maatschappelijke impact’. Hun reconstructie over de falende bestrijding van de Q-koortsepidemie werd bekroond met De Tegel.
De uitzending Moord op de honingbij (2011) werd genomineerd voor De Loep. Het omstreden kankervaccin (2008) werd genomineerd voor De Loep 2009. Deze uitzendingen maakte Blaas samen met onderzoeksjournalist Hetty Nietsch.

## Prijzen
- De Tegel (2009)
- De Loep (2009)
- Beeld en Geluid Award (2009)

## Uitzendingen
- Verzuimpolitie III, 19 okt 2013
- De verzuimpolitie II, 20 apr 2012
- De verzuimpolitie, 23 mrt 2012
- Vieze ziekenhuizen, 19 jun 2012
- Moord op de honingbij, 12 mrt 2011
- Gif in de Bollenstreek, 8 jan 2011
- Niet reanimeren aub, 23 sep 2011
- De dioxinepaling, 25 sep 2010
- Antibiotica alarm, 10 apr 2018
- Verzekerd van ellende, 8 feb 2009
- Nadia durft niet te leven, 20 sep 2009
- De Q-koorts epidemie, 6 dec 2009
- De trucs van Char, het medium, 23 mrt 2008
- Zo wordt Nederland Europees kampioen, 6 juni 2008
- Het omstreden kankervaccin, 19 okt 2008
- 26.000 blije gezichten, 4 mrt 2007
- Borsten voor je verjaardag, 17 jun 2007
- Comazuipen, 25 nov 2007
- Een levensgevaarlijke missie, 16 feb 2006
- De dokter is God, 2 mrt 2006
- De professor en de parkmoord, 20 apr 2006
- Levensgevaarlijke pubers, 15 okt 2006
- Ziekenhuisbacterie in de varkensstal, 17 dec 2006
- White Power in Uden, 5 mrt 2005
- Geen hulp alstublieft!, 19 sep 2005
- Blunders na een kindermoord, 28 nov 2005
- Liever failliet, 12 feb 2004
- Dikke kinderen, 20 mei 2004
- Opgesloten meisjes, 9 okt 2004
- De vier van vier miljoen, 9 dec 2004
- De stille getuigen van Venlo, 9 jan 2003
- Gevaarlijke moeders, 15 mei 2003
- Gestoorden in de gevangenis, 11 sep 2003
- Agressie in de gevangenis, 18 sep 2003
- Vis, drugs en rock and roll, 13 nov 2003
- Baas in de bajes, 15 feb 2002
- De cowboys van het internet, 5 apr 2002
- De dokter bedreigd 24 mei 2002
- De zwerftocht van Pim Fortuyn, 12 sep 2002
- Een paard in de gang, 4 jan 2001
- Knieval voor de sollicitant, 3 mei 2001
- Hoeren in zaken, 17 mei 2001
- Afghanistan bestaat niet, 21 sep 2001
- Voetbalvesting Rotterdam, 4 juli 2000
- De last van de vrijspraak, juni 2000
- De zaak AJAX / AJAX is bloed, 11 mei 2000
- Kinderen aan de pil, maart 2000
- Een pil om te sterven, 2 november 1999